# Gaz wilgotny
Gaz wilgotny – to mieszanina gazów, z których jeden może podlegać procesom zmiany stanu skupienia w danym przedziale zmian temperatury i ciśnienia.
Najczęściej spotykany gaz wilgotny to powietrze atmosferyczne nawilżone para wodną, w zakresie parametrów otoczenia.
Wyróżnia się 3 gazy wilgotne:
- gaz nienasycony - mieszanina gazu suchego i pary przegrzanej
- gaz nasycony - mieszanina gazu suchego i pary suchej nasyconej
- gaz przesycony - mieszanina gazu suchego i pary suchej nasyconej - faza skondensowana